# Gosë
Gosë là một đô thị trong quận Kavajë thuộc hạt Tirana, Albania. Dân số năm 2005 là 5272 người.